# 保罗·狄拉克
保羅·阿德里安·莫里斯·狄拉克（1902年8月8日—1984年10月20日），英国理論物理學家，量子力學的奠基者之一，曾經主持劍橋大學的盧卡斯數學教授席位，並在佛羅里達州立大學度過他人生的最後十四個年頭。
狄拉克在物理學上有諸多開創性的貢獻。他統合了維爾納·海森堡的矩陣力學和埃爾溫·薛定谔的波動力學，發展出了量子力學的基本數學架構。他給出的狄拉克方程式可以描述费米子的物理行為，解釋了粒子的自旋，並且首先預測了反粒子的存在。而他在路徑積分和二次量子化也扮演了的先驅者的角色，為後來量子電動力學的發展奠定了重要的基礎。此外，他將拓扑的概念引入物理學，提出了磁單極的理論。
1933年，因為“發現了在原子理論裡很有用的新形式”（即量子力学的基本方程——薛定谔方程式和狄拉克方程式），狄拉克和薛丁格共同获得了诺贝尔物理学奖，是當時史上最年輕獲獎的理論物理學家。

## 生平

### 早年與求學
保羅·狄拉克，1902年8月8日出生在英格蘭西南部的布里斯托，成長在畢曉普斯頓區的城市。他的父親，查爾斯·埃卓恩·拉迪斯拉斯·狄拉克（Charles Adrien Ladislas Dirac），是一個曾在布里斯托教書的法文老師，從瑞士瓦萊州的聖莫里斯移民到英國。他的母親，佛羅倫斯·漢娜·狄拉克（原姓霍爾滕）是一位船長的女兒，曾在布里斯托中央圖書館擔任圖書管理員。保羅有一個妹妹，比阿特麗斯·伊莎貝爾·瑪格麗特，大家稱她為貝蒂，還有一個哥哥，雷金納德·查爾斯·費利克斯，大家叫他費利克斯。費利克斯在1925年3月自殺。狄拉克後來回憶說：「我的父母非常痛心。我不知道他們這麼在乎...我從來不知道父母應該照顧自己的孩子，但自從這件事後，我了解這件事。」
查爾斯和他的孩子們註冊的是瑞士國籍，直到1919年10月22日才歸化為英國籍。雖然他不贊成體罰，但卻是一個嚴格和專制的人。狄拉克與父親的關係很緊張，以至於在父親死後，他寫道：「我覺得我更自由了，我要做我自己。」查爾斯為了使他的孩子學習法語，強迫他們只能說法語。但狄拉克發現，他無法用法語表達他想說的話，所以他選擇保持沉默。
狄拉克第一次受教育是在主教路小學，然後在男子商人合營技術學院（後來的考瑟姆學校）就讀。他的父親在那裡是一位法語老師。這所學校是布里斯托大學內的附屬機構，他們共享場地和人員。這所大學強調技術課程，如瓦工、製鞋、金屬工作和現代語言。在當時仍然主要致力於古典文學的英國中等教育裡，這是一個不尋常的安排。後來狄拉克曾對這些安排表示感激。
之後狄拉克在布里斯托大學工程學院學習電機工程。儘管最喜歡的科目是數學，狄拉克後來聲稱工程教育對他影響深遠：
|  | 原先，我只對完全正確的方程式感興趣。然而我所接受的工程訓練教導我要容許近似，有時候我能夠從這些理論中發現驚人的美，即使它是以近似為基礎...如果沒有這些來自工程學的訓練，我或許無法在後來的研究作出任何成果...我持續在之後的工作運用這些不完全嚴謹的工程數學，我相信你們可以從我後來的文章中看出來...那些要求所有計算推導上完全精確的數學家很難在物理上走得很遠。 |

就在1921年獲得學位的前不久，他參加了劍橋大學聖約翰學院的入學測驗。他通過入學考試並獲得一筆70英鎊的獎學金，然而這不足以支付在劍橋就讀及生活所需的龐大金額。儘管以第一級榮譽工程學士的成績畢業，在當時英國戰後經濟衰退的環境下仍無法找到工程師的工作。因此，他選擇接受免學費攻讀布里斯托大學數學學士學位的機會。由於已完成的工程學位，他被允許抵免第一年的課程。
1923年狄拉克再度以第一級榮譽的成績畢業並獲得140英鎊的獎學金。加上來自約翰學院的70英鎊，這筆錢足夠他在劍橋居住與求學。

### 劍橋歲月與量子力學的建立
原先，狄拉克希望研究一直以來感興趣的相對論，然而在拉爾夫·福勒的指導下，狄拉克開始接觸原子理論。福勒將原子理論中最新的概念如尼爾斯·波耳等人的理論介紹給了狄拉克，對此狄拉克曾回憶到：
|  | 還記得我頭一回看到波耳的理論，我相當驚訝...讓人驚奇的是在特定的條件下，我們居然能將牛頓定律用在原子裡的電子。第一個條件是忽略電子輻射，第二則是放入量子條件。我仍記得很清楚，波耳的理論當時給了我多大的震撼。我相信在發展量子力學上，波耳引入的這個概念是最大的突破。 |

之後狄拉克也嘗試著將波耳的理論作延伸。1925年維爾納·海森堡提出了著眼於可觀察的物理量的理論，當中牽涉到矩陣相乘的不可交換性。狄拉克起初對此並不特別欣賞，然而約莫兩個星期之後，他意識到當中的不可交換性帶有重要的意義，並且發現了古典力學中帕松括號與海森堡提出的矩陣力學規則的相似之處。基於這項發現，他得出更明確的量子化規則（即正則量子化）。1925年發表了名為《量子力學的基本方程式》（The Fundamental Equations of Quantum Mechanics）的論文。另一方面，埃爾溫·薛丁格以物質波的波方程式提出了自己的量子理論。狄拉克原本對薛丁格的理論不甚青睞，反倒是海森堡寄信給狄拉克希望他認真看待薛丁格的理論。雖然在博士論文裡忽視了薛丁格的研究，狄拉克之後也開始研究起薛丁格的波動力學。
1926年9月，獲得博士學位後，在福勒的建議之下，狄拉克前往位於哥本哈根的尼爾斯·波耳研究所作了一段時間的研究。在哥本哈根的這段期間，狄拉克持續量子力學的研究，發展出了涵蓋波動力學與矩陣力學的廣義理論。這個方法與古典哈密頓力學裡的正則變換相類似，允許使用不同組的變數基底。此外，為了處理連續的變數，狄拉克引入了新的數學工具—狄拉克δ函數。狄拉克也開始研究輻射理論。在他的文章「吸收和放出輻射的量子理論」中，他運用二次量子化的技巧將波函數量子化，進一步將光子輻射與玻色-愛因斯坦統計連結起來。在這個方法中，粒子集合的量子態是以其粒子在各能態中的分布來表示，並以粒子的創造與消滅來對量子態作改變。狄拉克展示了兩種方法是等價的，將電磁場以光子處理或將場作量子化。事實上，這個工作引發了新的物理課題—量子場論，而二次量子化則成為後來量子電動力學的基礎。
1927年2月狄拉克來到哥廷根，在此他待了幾個月並結識了馬克斯·玻恩、羅伯特·奧本海默等人。

### 狄拉克方程式與量子電動力學

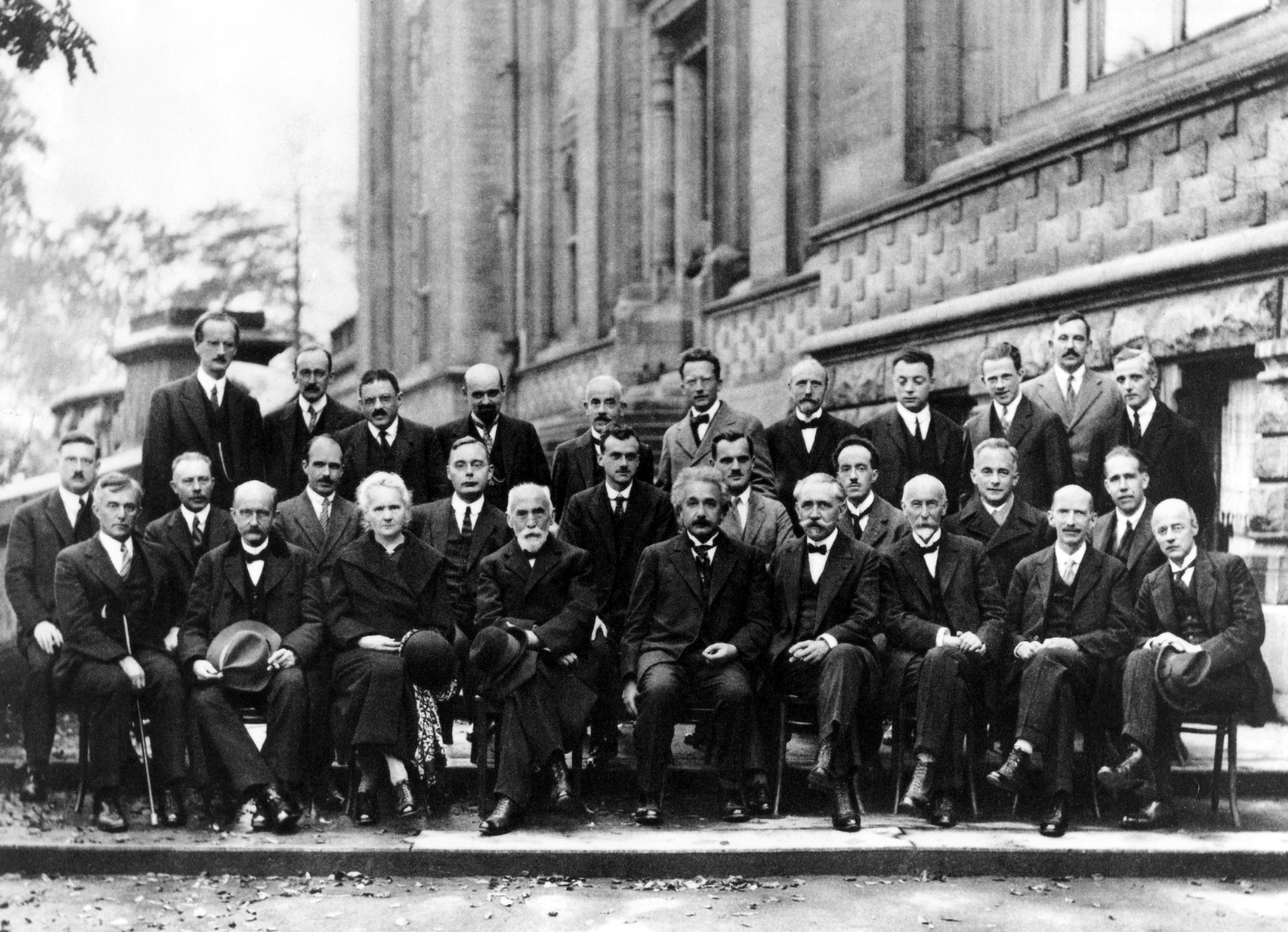
1927年索爾維會議，狄拉克坐在第二排左起第五。

到了1927年，由於許多開創性的工作，狄拉克已成了科學界中知名的人物。證據就是他受到邀請參加了第五屆索爾維會議（主題為「電子與光子」）。同年，狄拉克被選為聖約翰學院院士，並在1929年被任命為數學物理的高級講師。此時，狄拉克正著手電子的相對論性量子理論。當時雖然已經有了克莱因-戈尔登方程，但狄拉克認為問題並未被解決。這個方程式可能給出負值的機率，量子力學對機率的詮釋無法解釋這個問題。
就在1928年狄拉克提出了描述電子的相對論性方程式——狄拉克方程式，並獨立於沃爾夫岡·包立的工作發現了描述自旋的2x2矩陣。
亞伯拉罕·派斯曾引述狄拉克如此說道：「我相信我獨立得到了它（自旋矩陣），包立也許也是獨立於我得到這個結果。」然而狄拉克方程式與克萊因-戈登方程式有相同的問題，存在無法解釋的負能量解。這促使狄拉克預測電子的反粒子——正電子的存在。他詮釋正電子來自於填滿電子的狄拉克之海。正電子於1932年由卡爾·安德森在宇宙射線中觀察到而證實。狄拉克方程式同時能夠解釋自旋是作為一種相對論性的現象。

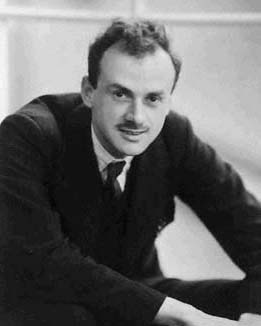
保羅·狄拉克（約1930年）

由於恩里科·費米在1934年的β衰變理論牽涉到粒子的毀滅與創造，使狄拉克方程式詮釋作任意自旋ħ/2之點粒子的場方程式，其中場量子化的過程包含了反交換律。因此在1934年，海森堡將狄拉克方程式重新詮釋作所有基本粒子（以現在而言是夸克與輕子）的場方程式——狄拉克場方程式。在理論物理中，這個場方程式處於與馬克士威方程式、楊-米爾斯規範理論、愛因斯坦場方程式同等核心的地位。狄拉克被視作量子電動力學的奠基者，也是第一個使用量子電動力學這個名詞的人。
另外在1930年代早期，他也提出了真空極化的概念。對於下一個世代的理論學者施溫格、費曼、朝永振一郎、戴森等人而言，這個工作是量子電動力學發展的關鍵。
1930年狄拉克出版了他的量子力學著作《量子力学原理》，這是物理史上重要的里程碑，至今仍是量子力學的經典教材。在這本書中，狄拉克將海森堡在矩陣力學以及薛丁格在波動力學的工作整合成一個數學體系，當中連結了可觀測量與希爾伯特空間中作用子的關係。書中也介紹了量子力學中廣泛應用的狄拉克δ函數。延續狄拉克在1939年的文章，1939年他在此書第三版中加入了他的數學符號系統——狄拉克符號。直到今天，狄拉克符號仍然是最廣泛使用的一套量子力學符號系統。
1932年狄拉克接替約瑟夫·拉莫爾擔任劍橋大學盧卡斯數學教授。1933年狄拉克與薛丁格共同獲得諾貝爾物理獎，以當時而言是史上最年輕獲獎的理論物理學家。（1957年李政道獲得諾貝爾物理獎刷新了這個紀錄。）然而他却对拉塞福说，他不想出名，他想拒绝这个荣誉。拉塞福对他说：「如果你這樣做，你會更出名，人家更要來麻烦你。」同年12月12日，狄拉克在斯德哥爾摩發表了諾貝爾獎得獎演說，題目為「電子與正電子的理論」。

### 磁單極與大數假說
1931年在一篇「量子化電磁場中的奇點」的文章中，狄拉克探討了磁單極這個想法。1933年，延續了其1931年的論文，狄拉克證明了單一磁單極的存在就足以解釋電荷的量子化。在1975年、1982年以及2009年都有研究結果指出磁單極可能存在。但到目前為止，仍沒有磁單極存在的直接證據。即使如此，某些大統一理論仍包含磁單極，用於解釋宇宙結構的形成。狄拉克的磁單極是第一次將拓樸學的概念用於處理物理問題。
在1937年，狄拉克提出了大數假說。他比較了兩個不帶因次的量值：基本作用力（在此為重力與電磁力）的比值與宇宙年齡的尺度，發現兩者皆落在約39個數量級。狄拉克猜測這可能並非巧合，兩者或許存在某種關聯性。參考了愛德華·亞瑟·米爾恩的理論，允許重力常數隨時間改變。基於這些假設，他設計了一個自己的宇宙學的模型。

### 二次大戰期間

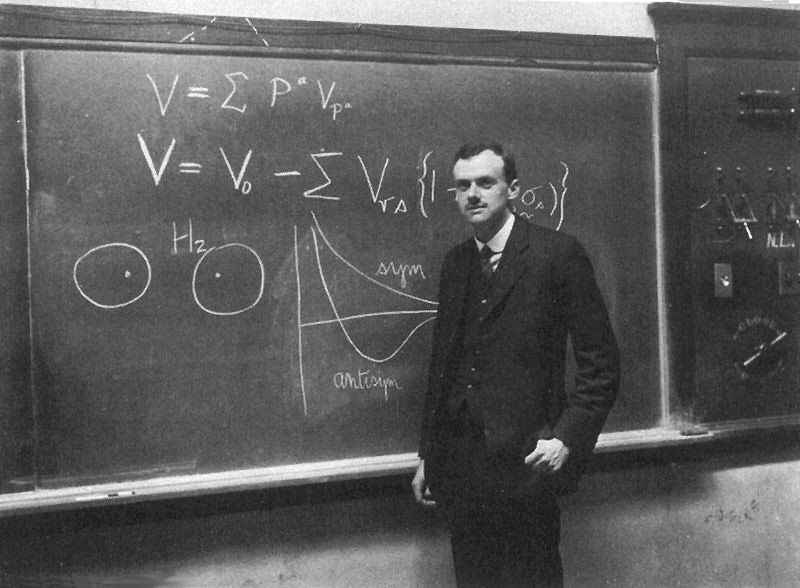
狄拉克站在黑板前講解物理。

二次大戰開戰之後，由於缺乏足夠的教職人員，狄拉克在教學上的負擔加重。另外，他還必須指導許多研究生。在之前，狄拉克一向試圖避免這類的責任，而更傾向獨自一人作研究。其中的例外是在1930到1931年接手指導了福勒的學生錢德拉塞卡，以及1935到1936年因為馬克斯·玻恩離開劍橋去了愛丁堡而收了兩個原先玻恩指導的學生。一生之中，狄拉克所指導的學生不到十二人（大部分在1940、50年代）。
戰爭期間，狄拉克投入研發同位素分離法以取得鈾235。這在原子能的應用上是極關鍵的技術。他與彼得·卡皮查嘗試開發用離心機將氣體混合物分離的方法，但其實驗後來因卡皮查受困俄國而停擺。
1941年，狄拉克與牛津大學法蘭西斯·西蒙的團隊展開合作，提供了许多對於統計方法的實用意見。這些方法在今日人們依然在使用。
此外，他還是伯明罕團隊在計算臨界質量上的非正式顧問。

### 物理之美的追尋與堅持
量子電動力學在作高階微擾計算上，得到了某些無窮大的結果。這在物理系統中是不合理的。因此一種叫作重整化的計算技巧被發展出來作為權宜之計，然而對此狄拉克無法接受這種作法。1975年的一場演講中，他發表了這樣的看法：
|  | 我必須說我對於這樣情況相當不滿意。因為這樣一個『好的理論』以一種隨意的方法忽視了來自於方程式的無窮發散。這不是明智的數學。明智的數學可以忽略一個極小的值，但不能因一個值為無窮大而捨棄它。 |

拒絕接受重整化使他在研究上漸漸遠離了主流。
他從他寫下的哈密頓形式出發，試圖讓量子電動力學建立在「合邏輯的基礎」上。他找到一種更新的方法來計算異常磁偶矩，並且以海森堡繪景重新推導了蘭姆位移。但儘管付出巨大的努力，狄拉克終其一生仍未能發展出滿意的理論。
1950年代晚期，狄拉克將它發展出來的哈密頓方法應用到愛因斯坦的廣義相對論。這當中牽涉到重力場量子化的問題。
為了與他的女兒瑪麗住得近一點，狄拉克在1969年辭去劍橋大學的職務並接受佛羅里達州立大學提供的教職。在最後的十四年裡，狄拉克大部分的時間都在邁阿密大學與佛羅里達州立大學裡度過。
1982年，狄拉克的健康開始惡化。在1984年10月20日，狄拉克於塔拉哈西因病去世，並依照其家人的意願將遺體埋在當地墓園。

## 獲獎與榮譽
狄拉克與埃爾溫·薛丁格由於「發現了原子理論的新形式」共同獲得1933年的諾貝爾物理獎。此外，狄拉克在1939年獲頒皇家獎章，1952年獲頒科普利獎章以及馬克斯·普朗克獎章。
他在1930年被選作皇家學會院士，1948年和1971年分別被選作美國物理學會及英國物理學會榮譽會士。1973年狄拉克獲頒功績勳章，在英國這是極高的榮譽。他曾拒絕被冊封為騎士，因為他不想對他的名字作出更動。

## 研究風格與評價

### 狄拉克的研究風格
他的學生约翰·波金霍尔曾回憶道：「有次他被問到對於物理的核心信念，他走向黑板並寫下『自然的法則應該用優美的方程式去描述』」。
1955年狄拉克在莫斯科大學物理系演講時被問及他個人的物理哲學，他這麼回答：「一個物理定律必須具有數學美。」，狄拉克寫上這句話的黑板至今仍被保存著。
基於對數學美的要求，狄拉克不能接受使用重整化的方式去解決量子場論的無窮發散。一場演講中，他說到：
|  | ...如果你對積分範圍作了截斷，你便引入了一個非相對論的情況，並且破壞了相對論不變性。如果代價只是破壞了相對論不變性，量子電動力學仍可以在一個合理的數學架構。然而比起背離基本的數學原則忽視發散，相對論不變性的破壞問題還要小的多。 |

狄拉克經常談到應該優先尋找美麗的方程式，而不要煩惱其物理意義。史蒂文·溫伯格對此曾有評論：
|  | 狄拉克告訴學物理的學生不要煩惱方程式的物理意義，而要關注方程式的美。這個建議只對那些於數學純粹之美非常敏銳的物理學家才有用，他們可以仰賴它尋找前進的方向。這種物理學家並不多——或許只有狄拉克本人。 |

### 來自他人的評價
對於狄拉克，波耳曾說：「在所有的物理學家中，狄拉克擁有最純潔的靈魂。」
馬克斯·玻恩曾回憶到他第一次看狄拉克的文章：
|  | 我記得非常清楚，這是我一生的研究經歷中最大的驚奇之一。我完全不知道狄拉克是誰，可以推測大概是個年輕人，然而其文章每個部分都相當完美且可敬。 |

美籍華裔物理學家楊振寧在1991年發表《對稱的物理學》一文，提到他對狄拉克的看法：
|  | 在量子物理学中，對稱概念的存在，我曾把狄拉克這一大膽的、獨創性的預言比之為複數的首次引入，複數的引入擴大改善了我們對於整數的理解，它為整個數學奠定了基礎，狄拉克的預言擴大了我們對於場論的理解，奠定了量子電動場論的基礎。 |

楊振寧曾提到狄拉克的文章給人「秋水文章不染塵」的感受，没有任何渣滓，直達深處，直達宇宙的奧秘。
總結狄拉克的一生，阿卜杜勒·薩拉姆如是說：
|  | 保羅·埃卓恩·莫里斯·狄拉克——毫無疑問是這個世紀或任一個世紀最偉大的物理學家之一。1925年、1926年以及1927年他三個關鍵的工作，奠定了其一量子物理、其二量子場論以及其三基本粒子理論的基礎...沒有人即便是愛因斯坦，有辦法在這麼短的期間內對本世紀物理的發展作出如此決定性的影響。 |

## 個人生活

### 家庭

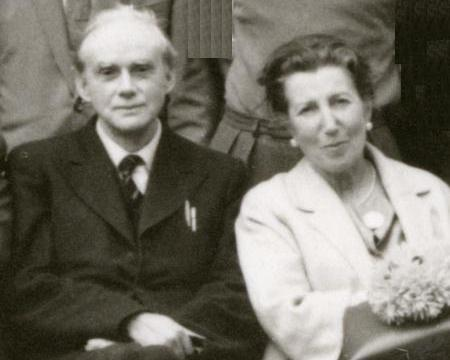
1963年7月，保羅·狄拉克與妻子於哥本哈根

狄拉克在1937年1月2日娶了物理學家尤金·維格納的妹妹馬爾吉特（Margit），並且收養了馬爾吉特的兩個孩子朱迪思和加布里埃爾。這兩個孩子之後都冠上了狄拉克的姓氏，其中加布里埃爾後來成為一位數學家。婚後馬爾吉特又為狄拉克生下了兩個女兒瑪麗·伊麗莎白及佛羅倫斯·莫妮卡。
馬爾吉特時常被叫作曼琪（Manci），在1934年她從家鄉匈牙利前往普林斯頓拜訪兄長。在一家餐館用餐時遇見了「隔壁桌一臉寂寞的男子」。這則故事來自一位深受狄拉克影響的南韓物理學家。他還寫到：「很幸運能有曼琪女士照顧我們這位可敬的保羅·狄拉克。1934年到1946年這段期間，狄拉克發表了十一篇論文...狄拉克能夠一直維持研究產量都是因為曼琪為他操煩任何大小事。」

### 為人處事
狄拉克重視學術上的追求，在物質生活上毫無享受，他不喝酒，不抽菸，只喝水。喜歡走路和游泳，偶而也會和朋友去電影院看電影。此外，狄拉克是出了名的精確與沉默寡言。他在劍橋大學的同事曾經開玩笑地定義了「一個小時說一個字」為一個「狄拉克」單位。
尼爾斯·波耳寫作論文的方式是自己口述，請別人紀錄下來。有一回波爾不斷地說了又改，抱怨說不知該如何完成一篇文章的某個句子，當時正好在場的狄拉克如此說到：「我以前在學校時被這麼教導，在還不知道如何結束一個句子前，不要動筆。」

他評論羅伯特·奧本海默對於詩的興趣這麼說到：「科學的目標是以較簡單明瞭的方式去理解困難的事物，詩則是將單純的事物以無法理解的方式作表達。這兩者是不能相容的。」
海森堡與狄拉克一同坐船前往一個1929年8月舉行於日本的學術會議。兩人都是二十幾歲、未婚的年輕人，形成了一個奇妙的組合。在一個晚會上，海森堡喜歡參與社交活動並與人跳舞，狄拉克並不喜愛這類的活動卻也在一旁的坐著看。海森堡一段舞結束後回到狄拉克旁的椅子坐下。此時狄拉克問道：「海森堡，為何你喜歡跳舞？」海森堡回答：「當有許多好女孩時，跳舞是一件樂意的事。」狄拉克陷入沉思，約莫五分鐘後說到：「海森堡，為何你有辦法在一開始就知道她們是好女孩呢？」
這是一個有許多種版本的故事。一個尚不知狄拉克已婚的朋友前來拜訪狄拉克。這位朋友對於屋內有一名吸引人的女性感到相當驚訝，狄拉克發覺這點而說到：「這位...這位是維格納的妹妹。」在1960年代，馬爾吉特曾對喬治·伽莫夫與安東·卡普里都提到過他丈夫確實曾這麼說到：「請允許我介紹維格納的妹妹，現在是我的妻子。」

### 宗教觀點
海森堡蒐集了的1927年索爾維會議中一群年輕學者的對話，內容是討論愛因斯坦和普朗克對宗教的觀點。包立、海森堡與狄拉克皆參與其中。狄拉克批評了宗教上的政治意圖，而波耳則讚許了其光明面。對於其他的部分，狄拉克有這樣的意見：
|  | 我不能理解我們為何閒著沒事要討論宗教。如果我們抱持科學家該有的誠實態度，那必須承認宗教混雜著虛假的斷言，沒有真實的基礎。上帝的概念不過是人類幻想的產物。對於那些暴露在自然力量下的原始人類，不難理解他們會將這些恐懼與害怕擬人化。然而如今我們已經瞭解了這麼多自然現象，我們不再需要如此看待自然萬物。我一直都不明白，假設一個全知全能的上帝對我們到底有什麼好處。這個假設導致了無數的問題，例如為何上帝容許苦難和不公正、富人對窮人的剝削利用以及各種他該為我們消弭的恐怖。如果宗教仍持續被教導，那絕不是因為這些思想說服了我們，而是因為有部分人士希望底下的人們保持沉默。比起吵鬧與不滿的群眾，那些沉默的大眾更容易統治，同時也更容易剝削。宗教正是一種鴉片，使民族麻痺而沉浸於一廂情願的夢想，忘卻了不公不義。也因此國家與教會一直是密切的聯盟。雙方都需要這種錯覺，一位好心的神將會（如果不在人世就會在天堂）獎勵那些不對抗不公義、毫無怨言默默完成工作的人們。這也是為何，把神視作一種幻想的這種想法總是被當作人類最大的罪過。 |

海森堡對此接受各種意見。泡利作為一名天主教徒，從話題一開始便一直保持沉默，然而在被問及意見時他說到：「看來我們的好友狄拉克抱持一種信仰，而其指導原則是『上帝不存在，而狄拉克是祂的先知』」所有人包括狄拉克都大笑了起來。

## 逝世與紀念

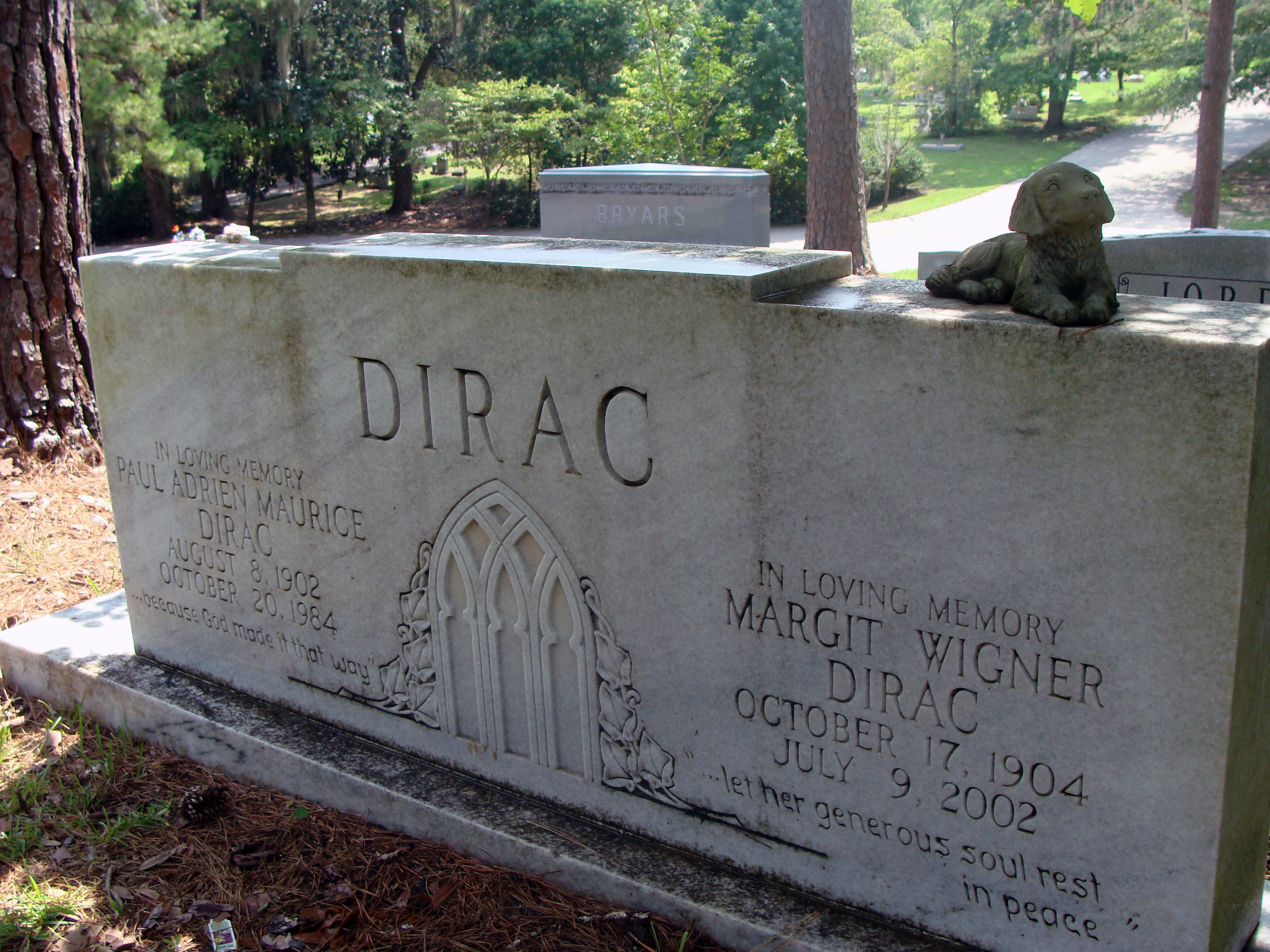
狄拉克安息之處，羅斯蘭公墓。其妻曼琪與之合葬。

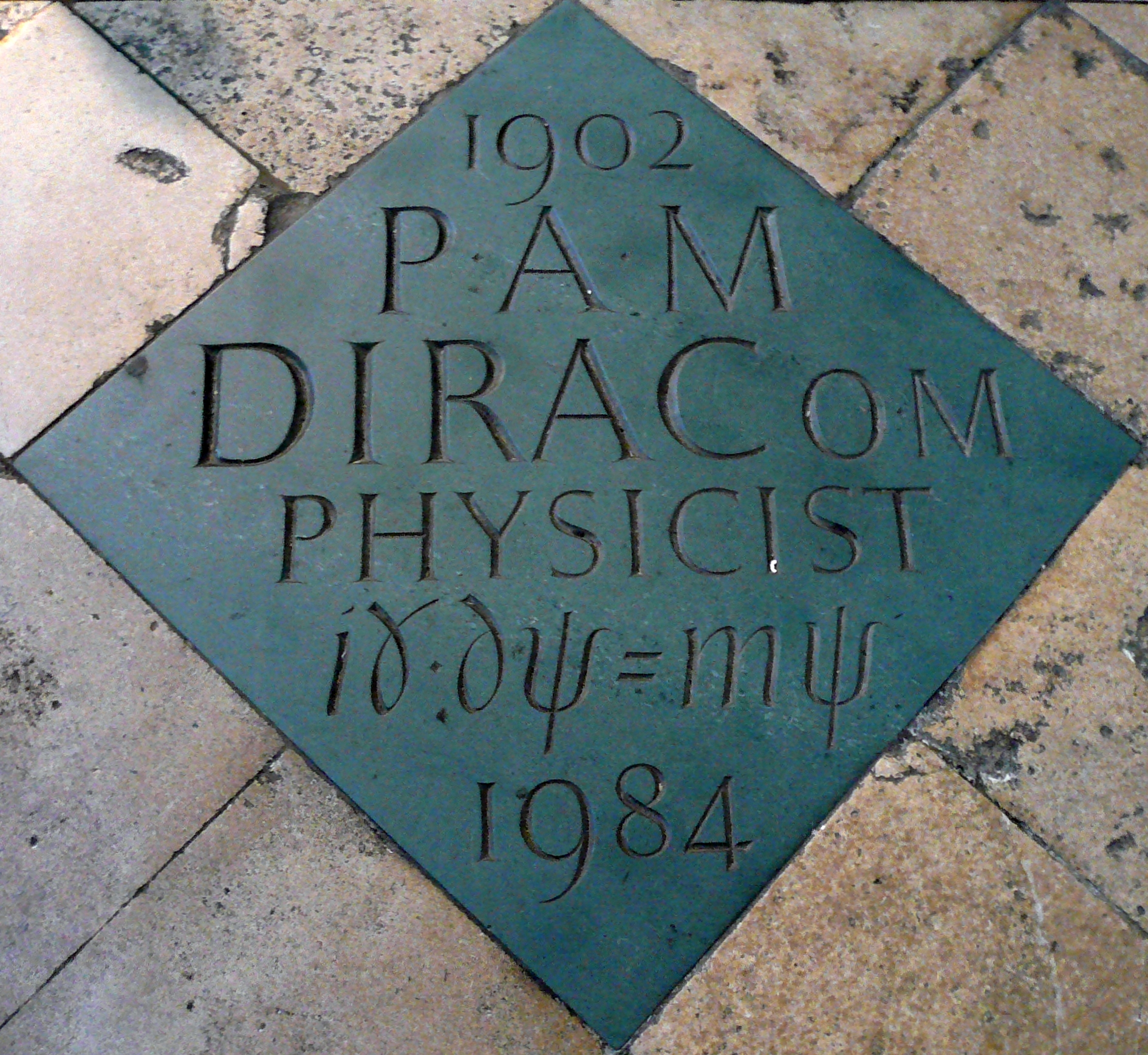
位於西敏寺的狄拉克紀念石板，上頭刻有狄拉克方程式。

1984年，狄拉克在佛羅里達州塔拉哈西過世，並埋葬於當地的羅斯蘭公墓。狄拉克童年在布里斯托所居住的房子掛上了藍色牌匾，房子所在的道路也被命名為狄拉克路以彰顯他與這個地區的聯結。當地主教路小學的牆上掛上了一塊牌子，秀出了狄拉克最著名的狄拉克方程式。1991年8月1日，狄拉克父親家鄉的聖莫里斯花園立起了紀念石。1995年11月13日，一塊以伯靈頓綠色板岩作為原料並刻上了狄拉克方程式的紀念石板在西敏寺首次亮相。牧師團長愛德華·卡彭特曾因狄拉克是無神論者而反對此事，其意見被置之不理。
1975年，狄拉克在新南威爾士大學給了一系列五個演講。這系列演講後來集結出版成了《物理學的方向》（1978年）一書。他將這本書的版稅捐給新南威爾士大學設立了狄拉克系列講座。狄拉克銀質獎章便是在這個場合下由校方所頒發的獎項。
在狄拉克去世之後，立即有兩個研究機構設了年度獎項來紀念狄拉克：英國物理學會頒發狄拉克獎章和獎金以表揚「在理論（包含數學和計算方法）物理上的傑出貢獻」。最初的三個獲獎人分別為史蒂芬·霍金（1987年）、約翰·貝爾（1988年）和羅傑·潘洛斯（1989年）；國際理論物理中心（International Centre for Theoretical Physics，簡稱：ICTP）在每年8月8日（狄拉克的生日）頒發ICTP狄拉克獎章。另外，英國物理學會在布里斯托的出版總部取名作狄拉克樓。
佛羅里達州立大學的狄拉克-赫爾曼獎是由布魯斯·赫爾曼博士（狄拉克最後一個博士學生）於1997年所設立以獎勵該校理論物理研究人員的傑出表現。位於佛羅里達州立大學的保羅·狄拉克科學圖書館，1989年由曼琪所成立。狄拉克生前的論文都收藏於此，館外則設有其銅像。佛羅里達州塔拉哈西國家強磁實驗室所在的那條路被命名為「Paul Dirac Drive」。
牛津郡迪高特鎮上的一條路被命名為「Dirac Place」。英國廣播公司將其開發的一種影像壓縮格式以狄拉克命名。小行星5997（5997 Dirac）命名為狄拉克以紀念之。

## 著作
- 1930年《量子力學原理》：這本書用現代記號（大部分由狄拉克本人發展出來）總結了量子力學的概念，在書的結尾部分也探討了他首先開創的電子的相對論性理論。（即狄拉克方程式）此書的寫作未參照任何量子力學相關著述。
- 1966年《量子力學講義》：書中探討了許多在彎曲時空下的量子力學。
- 1966年《量子場論講義》：這本書以哈密頓力學方式奠定了量子場論的基礎。
- 1974年《希爾伯特空間中的旋量》：這本書以1969年在邁阿密大學的授課講義為基礎，從一個真實的希爾伯特空間出發，處理了旋量的基礎層面。狄拉克以預言的方式說到：「從一個只有費米子變量的理論出發，可以自然得到玻色子的變量，這使得有無限多的費米子變量。必然存在有玻色子變量與電子相關連...」
- 1975年《廣義相對論》：以68頁的篇幅總結了愛因斯坦的廣義相對論。
- 1978年《物理學的方向》：由狄拉克在新南威爾士大學一系列演講集結而成。

## 參閱
- 量子力學
- 量子電動力學
- 狄拉克方程式
- 狄拉克δ函数
- 費米—狄拉克統計
- 磁單極
- 狄拉克獎章